# Kanton Limoges-Panazol
Kanton Limoges-Panazol (francouzsky Canton de Limoges-Panazol) je francouzský kanton v departementu Haute-Vienne v regionu Limousin. Tvoří ho pět obcí.

## Obce kantonu
- Aureil
- Feytiat
- Limoges (část)
- Panazol
- Saint-Just-le-Martel